# اتحادیه بین‌المللی جوانان سوسیالیست
اتحادیه بین‌المللی جوانان سوسیالیست (انگلیسی: International Union of Socialist Youth) یک سازمان بین‌المللی است که در سال ۱۹۰۷ تأسیس شد و فعالیت‌هایش شامل انتشارات، حمایت از سازمان‌های عضو و سازماندهی جلسات آن است. این گروه با نام جوانان سوسیالیست در (بین‌الملل دوم) تشکیل شد. اکنون ۱۴۵ سازمان عضو شامل ۱۲۲ عضو کامل و ۲۳ عضو ناظر از ۱۰۶ کشور دارد. اتحادیه بین‌المللی جوانان سوسیالیست در سال ۱۹۹۳ به عنوان یک سازمان غیردولتی بین‌المللی با رتبه مشورتی در سازمان ملل متحد جایگاه خود را به دست آورد.